# فیروزآباد (بمپور شرقی)
فیروزآباد روستایی در دهستان بمپور شرقی بخش مرکزی شهرستان بمپور استان سیستان و بلوچستان ایران است.

## جمعیت
بر پایه سرشماری عمومی نفوس و مسکن در سال ۱۳۹۵ جمعیت این روستا ۲۳۷ نفر (۷۰خانوار) بوده‌است.